# Maria Bueno
Maria Bueno (portuguès: Maria Esther Andion Bueno)  (São Paulo, 11 d'octubre de 1939 - São Paulo, 8 de juny de 2018) va ser una tennista brasilera. D'acord amb els seus títols obtinguts, és reconeguda com la «millor tennista llatinoamericana de la història».

## Carrera esportiva

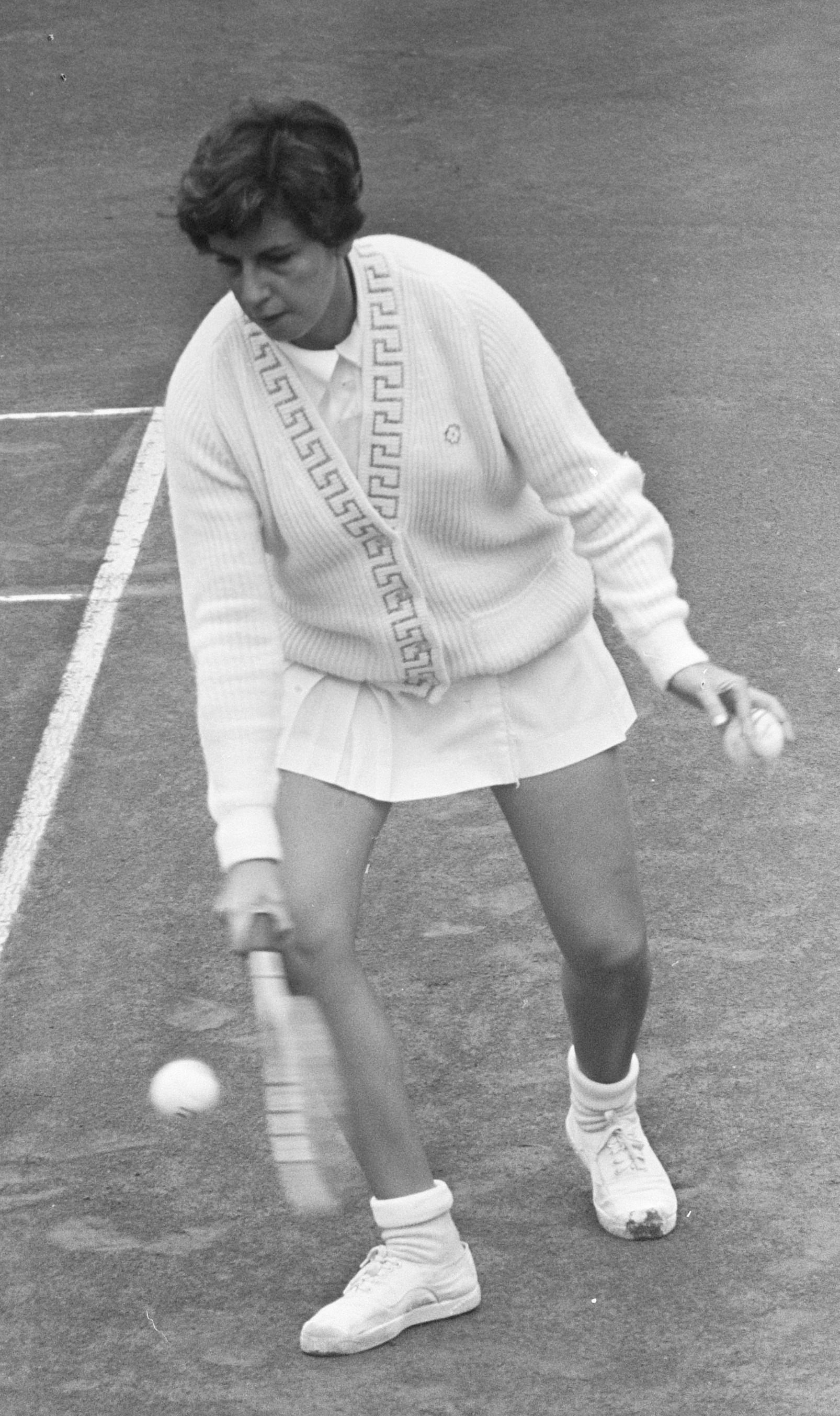
Bueno en un torneig als Països Baixos, 1964.

Maria va començar a jugar a tennis sent molt jove i, sense haver rebut entrenament professional, va guanyar el seu primer torneig a l'edat de 12 anys. Als 14 va aconseguir la victòria en el campionat de tennis del Brasil, en individual femení. Unint-se al circuit internacional, el 1958 va guanyar el seu primer gran títol en l'Obert de Roma. A continuació, va guanyar el dobles femení en el Torneig de Wimbledon, fent parella amb l'estatunidenca Althea Gibson.
El 1959, va guanyar el seu primer títol individual a Wimbledon, derrotant a l'estatunidenca Darlene Hard, 6-4, 6-3, en la final. Aquell mateix any, va obtenir el títol individual en l'Obert dels Estats Units i es va situar en el número 1 del rànquing, a més d'obtenir el premi a la millor esportista femenina de l'any, concedit per Associated Press. Al seu país d'origen es va convertir en una heroïna nacional i el President Juscelino Kubitschek li va retre homenatge.
Maria Bueno va ser número u de la classificació mundial en els anys 1959, 1960, 1964 i 1966, període en el que va guanyar els títols en la competició individual a Wimbledon tres vegades i quatre vegades en l'Obert dels Estats Units. Va disputar una final de l'Obert d'Austràlia i una altra al de França, perdent ambdues contra la seva gran rival, l'australiana Margaret Court. En la competició de dobles, va guanyar les 12 finals de Grand Slam que va disputar, amb sis parelles diferents. El 1960 va fer ple de Grand slams en dobles, malgrat haver patit hepatitis.
El 1978, Maria Bueno va ser acceptada en el Saló Internacional de la Fama del tennis. La pista central del Parc Olímpic de Rio de Janeiro, on es van disputar les finals de tennis als Jocs Olímpics d'estiu de 2016 va ser batejada amb el seu nom. Maria Bueno va continuar jugant a tennis fins a un any abans de la seva defunció, ocorregut el 8 de juny de 2018 a causa d'un càncer.

## Títols de Grand Slam

### Campionats individuals (7)
| Any  | Torneig   | Oponent                  | Resultats     |
| 1959 | Wimbledon | Darlene Hard             | 6-4, 6-3      |
| 1959 | US Open   | Christine Truman         | 6-1, 6-4      |
| 1960 | Wimbledon | Sandra Reynolds          | 8-6, 6-0      |
| 1963 | US Open   | Margaret Court           | 7-5, 6-4      |
| 1964 | Wimbledon | Margaret Court           | 6-4, 7-9, 6-3 |
| 1964 | US Open   | Carole Caldwell Graebner | 6-1, 6-0      |
| 1966 | US Open   | Nancy Richey             | 6–3, 6–1      |

### Campionats en dobles (11)
- Austràlia: 1960
- França: 1960
- Anglaterra: 1958, 1960, 1963, 1965, 1966
- Estats Units: 1960, 1962, 1966, 1968

### Campionats en dobles mixt (1)
- Obert de França: 1960